# Leopold von Luck
Johann Leopold von Luck und Salisch (* 22. Juli 1740 in Freyhan bei Militsch; † 19. Mai 1813 in Brodelwitz bei Steinau) war ein preußischer Offizier, zuletzt Generalmajor und Träger des Pour le Mérite.

## Leben

### Herkunft
Johann Leopold von Luck und Salisch entstammte der Linie Salisch des schlesischen Hauptstammes des weitverzweigten uradeligen Geschlechts von Luck. Er war der Sohn des Hans Wolf von Luck und Salisch (* 1691), Gutsherrn auf Goitke bei Militsch und Zweckfronze, und dessen zweiter Ehefrau Eleonore Anna von Poser und Pangau (1699–nach 1748).

### Militärische Laufbahn
Leopold von Luck und Salisch wählte den Soldatenberuf. Im Jahr 1758 kam er als Junker in das Dragoner-Regiment Nr. 1. Während des bereits laufenden Siebenjährigen Krieges kämpfte er in den Schlachten bei
Torgau und Freiberg sowie in den Gefechten bei Lindeweise, Barnd, Meißen sowie der Belagerung von Dresden. In der Zeit wurde er am 11. Februar 1760 Fähnrich.
Nach dem Krieg wurde er am 13. Oktober 1765 Sekonde-Lieutenant, und am 2. Februar 1777 Premier-Lieutenant. Als solcher kämpfte er 1778/79 im Bayerischen Erbfolgekrieg im Gefecht bei Trautenau. Am 3. September 1783 stieg er zum Stabshauptmann auf und wurde er am 28. Juli 1792 zum Generaladjutanten des Prinzen Louis von Württemberg. Dazu wurde er am 28. August 1792 Major und nahm am Ersten Koalitionskrieg teil. Er kämpfte bei der Kanonade von Valmy sowie den Gefechten bei Guntersblum, Babenhausen, Eschweiler, der Schlacht bei Kaiserslautern und der Belagerung von Bitsch. In der Zeit wurde er am 9. Februar 1793 zum Eskadronschef ernannt und am 23. Oktober 1793 erhielt er den Pour le Mérite für das Gefecht am Runden Kopf vor Bitsch. Sein Kommandierender General, der Prinz von Hohenlohe, berichtete dem preußischen König Friedrich Wilhelm II. zur Auszeichnung mit dem Orden pour le merite vorschlug. Im Bericht vom 15. Oktober 1793 Hohenlohes an den König heißt es: .....Auch halte ich es für Plicht, E.K.M. dem Major von Luck … als einen Mann, von entschiedenen Verdiensten und Bravour bekannt zu machen, welches er in meiner Gegenwart rühmlich bewiesen hat. Ich bitte E.K.M., denselben zur Belohnung und Aufmunterung den Orden p.l.m. Allergnädigst zu ertheilen..... Mit Allerhöchster Kabinettsorder an den Erbprinzen von Hohenlohe vom 23. Oktober 1793 bewilligte der König Hohenlohes Bitte: ....Mit E.L. (Euer Liebden) gefälligen Schreiben vom 15. d. M. habe Ich die Disposition zur Unternehmung gegen den feindlichen Posten bei Lemberg auf den Runden Kopf und bei der Herzogshand .... erhalten, und bin Ich .... um so mehr auf das Vollkommenste zufrieden..... . Diesem nach nehme Ich auch nicht Anstand, E.L. nach Dero gefälligen Antrage, für den Major von Luck hierbei den Orden p.l.m. zu übersenden.....
Nach dem Krieg wurde er am 5. Juni 1800 zum Oberstleutnant ernannt und am 27. Mai 1803 zum Oberst. Am 5. Juni 1806 erhielt er seine Demission als Generalmajor. Wegen des Verlustes seiner Sehkraft erhielt er 800 Taler Pension, er starb am 19. Mai 1813 auf Brodelwitz (Kreis Steinau).

### Familie
Er war dreimal verheiratet. Am 8. Oktober 1799 heiratete er auf Brodelwitz Christiane von Kreckwitz (* 21. Juli 1772; † 27. Mai 1801). Sie starb kurz nach der Geburt des Sohnes Ernst Leopold (*/† 13. Mai 1801).
Er heiratete dann am 12. Januar 1803 auf Raudten Friederike Amalie Henriette von Seltzer (* 26. Januar 1776; † 19. Mai 1803). Nach ihrem frühen Tod heiratete er am 12. Dezember 1803 auf Brauchitschdorf Eleonore Friederike von Luck (* 17. Dezember 1779; † 20. Juli 1832) aus dem Haus Kursko. Das Paar hatte folgende Kinder:
- Leopold Friedrich Alexander (* 28. Mai 1805; † 20. April 1879), Major a. D. ⚭ 1836 Marie von Berge und Herrendorff (* 27. Mai 1812; † 26. Juni 1886)
- Helene Luise (* 26. September 1807; † 19. Oktober 1807)
- Friederike Pauline (* 26. September 1807; † 21. Mai 1813)
- Karl Sigismund Theodor (* 1. Oktober 1811; † 28. September 1855), Assessor ⚭ 1841 Eugenie Anna Valeska von Gellhorn (* 21. September 1821; † 5. Januar 1854), Eltern von Viktor von Luck